# عمر (استان بویره)
عمر (به عربی: عمر) یک شهرداری در الجزایر است که در استان بویره واقع شده‌است.
 عمر  ۲۸٬۵۴۰ نفر جمعیت دارد.